# Mai Kadowaki
Mai Kadowaki, född 22 april 2001, är en japansk fotbollsspelare, som spelar som forward, och som representerar FC Rosengård.

## Biografi
Mai Kadowaki skrev år 2023 kontrakt med FC Rosengård, och ingick i laget som tog SM-guld år 2024.